# Jakowlewskoje (rejon wołogodzki)
Jakowlewskoje (ros. Яковлевское) – wieś w Rosji, w rejonie wołogodzkim obwodu wołogodzkiego. W 2010 r. liczyła 6 mieszkańców.